# Sanhédrin
Pour les articles homonymes, voir Sanhédrin (homonymie).

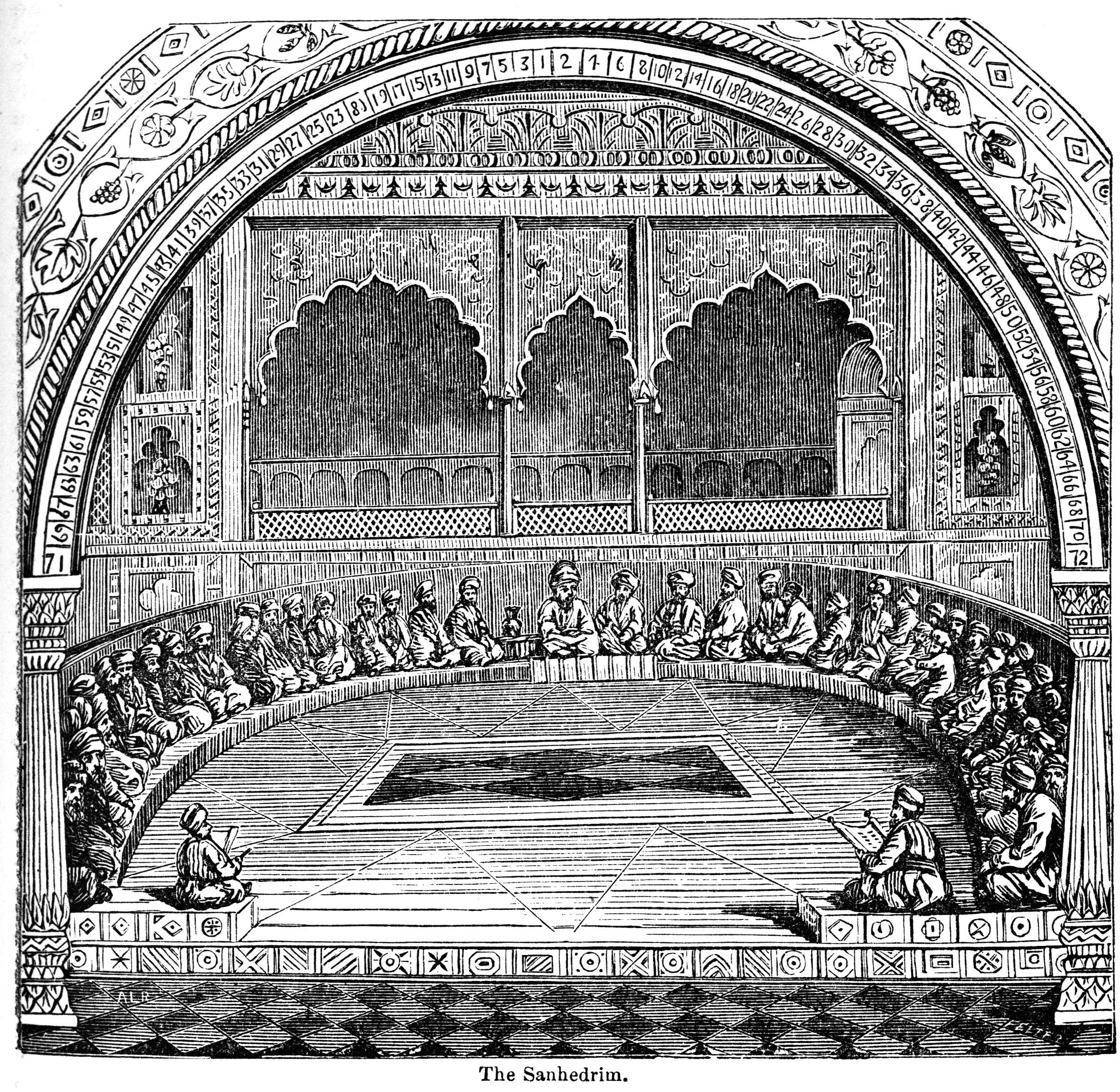
Le Sanhédrin, illustration d'une encyclopédie de 1883.

Le Sanhédrin était l'assemblée législative traditionnelle d’Israël ainsi que son tribunal suprême et siégeait normalement à Jérusalem. Son nom dérive du grec ancien : συνέδριον / synédrion, signifiant « assemblée siégeante ». Composé de soixante et onze sages experts en « Loi Juive », il doit comporter vingt-trois membres pour décider en matière judiciaire ; il est alors nommé petit sanhédrin et siège dans les principales villes.
Ce terme a été repris par Napoléon Ier qui a convoqué un Grand Sanhédrin en 1807 avant de créer le Consistoire central israélite de France.

## Fonctions
Le mot « Sanhédrin », en araméen סַנְהֶדְרִין, Sanhêdrin, est dérivé du grec ancien : Συνέδριον, Synédrion, littéralement « siégeant ensemble » ; il désigne une assemblée, un conseil à compétences multiples ; à côté du grand-prêtre, c’est une autorité puissante qui s’exerce en Judée seulement, notamment en matière judiciaire.
En matière religieuse, le Sanhédrin interprétait et tranchait la loi des israélites à partir de ses sources écrites et orales. Son travail de codification a abouti à la rédaction de la Mishna (« répétition »), compilation de commentaires oraux que l’on se transmettait de génération en génération, et dont le souvenir risquait de se perdre. Il est aussi habilité à reconnaître officiellement un prophète qui puisse lui-même identifier le Messie.
En matière judiciaire, le Sanhédrin est aussi le tribunal suprême dont une des fonctions vitales est la promulgation du calendrier. 
Le Sanhédrin est doté d'un certain pouvoir politique puisqu'il exerce un contrôle légal sur le Roi ainsi que sur le Grand Prêtre responsable des activités du Temple.

## Organisation
Le Sanhédrin était composé de soixante-dix hommes des anciens d'Israël (chiffre en relation avec Nb 11, 16) qui se cooptaient par imposition de la semikha. Sa composition a été l'objet d'une lutte féroce entre les docteurs pharisiens et la caste des sadducéens à l'époque du Second Temple. La victoire finale des premiers après la destruction du Temple a assuré l'autorité rabbinique sur le Judaïsme jusqu'à ce jour.
Le Sanhédrin est placé sous l'autorité de son Président qui dirige les débats législatifs. Son adjoint dirige les procès et est appelé Av Beth din. Ces deux postes sont traditionnellement confiés aux deux plus grandes autorités légales du moment.

## Histoire
La tradition juive fait remonter l'existence du Sanhédrin au temps de Moïse. En Exode 24, Moïse monte au Sinaï accompagné d'Aaron, des deux fils de celui-ci et de soixante-dix anciens pour recevoir la Torah. Plus tard, il leur impose les mains pour qu'ils reçoivent l'esprit saint et légifèrent à ses côtés. Le Sanhédrin aurait continué à exister durant l'époque des Juges et du premier Temple. Les sources bibliques sont cependant silencieuses à ce sujet.
Après la destruction du premier Temple, le Sanhédrin aurait été exilé à Babylone. Après le retour des exilés, il aurait été recréé par Esdras. Son autorité politique est grandement minimisée par le statut de protectorat perse auquel la Judée est soumise. Après la révolte hasmonéenne et la recouvrance de l'indépendance politique, le Sanhédrin est incapable d'empêcher des rois non issus de la lignée davidique de contrôler le pays ni de nommer les grands prêtres inacceptables aux yeux de la Loi Juive. Lorsqu'il se rebelle, ses sages sont même impitoyablement massacrés. Avec l'occupation romaine, le Sanhédrin voit aussi son pouvoir judiciaire réduit puisqu'il ne peut plus condamner à mort. Cette prérogative est réservée au gouverneur romain. Le Sanhédrin se concentre donc sur la codification de la Loi Juive.
Après la Grande Révolte et la destruction de Jérusalem par les Romains en l'an 70, le Sanhédrin est transféré pour un temps à Yavné. Le Talmud de Babylone (traité Rosh Hashana, page 31a) décrit les dix déplacements du Sanhédrin, notamment à Oucha, Shefa Amr, Beït-Shéarim, Tsippori (Sepphoris) et Tibériade. Avec la disparition du Temple de Jérusalem, le Sanhédrin reste la seule autorité juive tolérée par Rome. Son président, qui est choisi parmi les descendants d'Hillel l’Ancien, devient le représentant des Juifs de l'Empire.
Après la mort de Judah ha-Nassi, l'éditeur de la Mishna vers l’an 219, le Nassi perd son statut de chef spirituel au profit des dirigeants des grandes académies de Babylonie. Enfin, la fonction de Nassi est abolie en 429 par Théodose II avec la destitution de Gamaliel VI afin de faciliter la christianisation du pays. Depuis, le Sanhédrin n'existe plus.
Au XVIIe siècle un groupe de rabbins kabbalistes d'origine espagnole a tenté de recréer le Sanhédrin en suivant la procédure établie par Maïmonide. En raison de l'opposition des rabbins hiérosolymites, cet essai fut un échec.

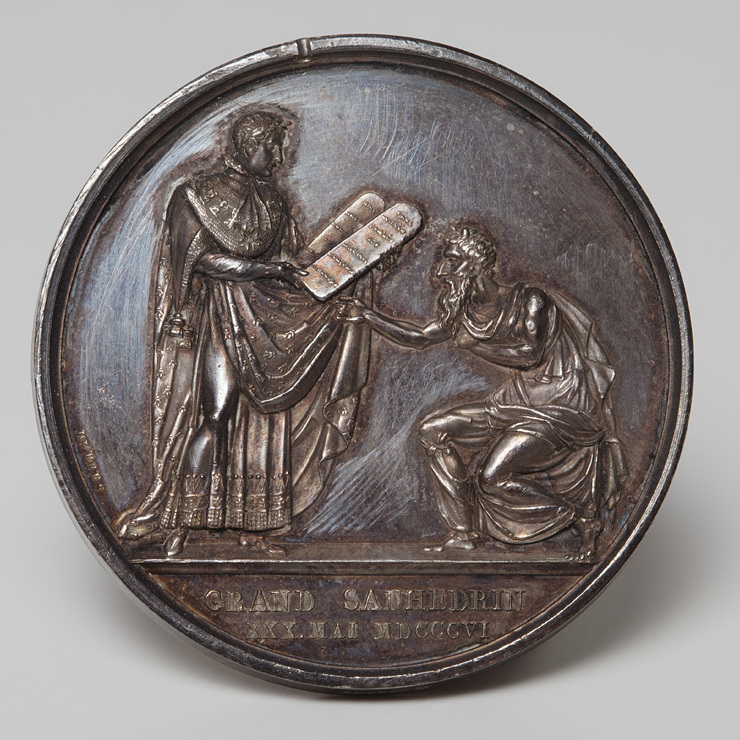
Médaillon de 1806 frappé en commémoration du Grand Sanhédrin napoléonien, dans la collection du Musée juif de Suisse.

Napoléon a attribué ce nom à une assemblée rabbinique convoquée à Paris, dans la salle Saint-Jean, derrière l’Hôtel de ville, du 9 février au 13 mars 1807, pour accepter les dispositions prises par l'Assemblée des notables pour l'administration des Juifs de l'Empire (voir article Grand Sanhédrin). À cette occasion, la rue du Pet-au-Diable fut renommée rue du Sanhédrin.
Depuis 2007, un groupe de rabbins sionistes religieux, rejoints par quelques autorités hassidiques, tente de reconstruire le Sanhédrin. Son président temporaire est le rabbin Adin Steinsaltz.

## Christianisme
De nombreuses références au Sanhédrin sont présentes dans le Nouveau Testament. Selon les Évangiles synoptiques, c'est devant le Sanhédrin que comparaît Jésus après son arrestation à Gethsémani par la garde du grand prêtre Caïphe. Ayant réaffirmé qu'il était le fils de Dieu, il est accusé de blasphème, mais ensuite jugé et condamné à la crucifixion pour sédition par Ponce Pilate ; c'est néanmoins l'un des membres du Sanhédrin, Joseph d'Arimathie, qui offre un caveau pour l'inhumation du Christ crucifié.
Des disciples de Jésus passeront à leur tour devant cette assemblée, tels Pierre et Jean, Étienne, Paul,.
Selon les traductions, le Sanhédrin est aussi appelé Grand Conseil.

## Membres connus
- Hillel
- Nicodéme
- Joseph d'Arimathie
- Simon ben Hillel (environ 10-30)
- Rabban Gamaliel l’Ancien (environ 30-50)
- Rabban Shimon ben Gamliel I (environ 50-70)
- Rabbi Yohanan ben Zakkaï (à l'époque du siège de Jérusalem par Titus)
- Rabban Gamaliel de Yavné (environ 80-120)
- Rabbi Akiva
- Rabban Shimon ben Gamliel II (environ 140-180)
- Judah ha-Nassi, « Rabbi » (environ 180-220)
- Rabban Gamaliel III (environ 220-240)
- Rabbi Judah Nessiah (environ 240-270)
- Rabban Gamaliel IV (environ 270-300)
- Rabbi Judah Nessiah II (environ 300-330)
- Hillel II Nessiah (environ 330-365)
- Rabban Gamaliel V (environ 365-380)
- Rabbi Judah Nessiah III (environ 380-400)
- Rabban Gamaliel VI (environ 400-415)